# Compacité (astronomie)
Pour les articles homonymes, voir Compacité.
En astronomie, la compacité d'un objet céleste est une grandeur adimensionnelle correspondant au rapport du rayon de Schwarzschild de l'objet (c'est-à-dire le rayon qu'aurait un objet de même masse s'il était un trou noir de Schwarzschild) à sa taille réelle (l'objet étant implicitement supposé plus ou moins sphérique).
La compacité d'un objet céleste exprime l'intensité du champ gravitationnel qui lui est associé. Lorsque la compacité d'un objet céleste est élevée, cet objet est dit objet compact ou ultracompact. Le champ gravitationnel qui lui est associé est dit champ gravitationnel fort. Un tel objet et son champ gravitationnel ne peuvent être décrits que dans le cadre de la relativité générale. Les effets relativistes sont si importants que l'approximation des champs faibles, correspondant à la description newtonienne de la gravitation, cesse de leur être applicable.

## Notation
La compacité est couramment notée {\displaystyle \Xi }, symbole littéral correspondant à la lettre xi majuscule de l'alphabet grec.

## Expressions
La compacité {\displaystyle \Xi } d'un objet s'écrit,,,,, :
où :
- {\displaystyle M} est la masse de l'objet : {\displaystyle M>=0} ;
- {\displaystyle R} est le rayon de l'objet ;
- {\displaystyle G} est la constante gravitationnelle : {\displaystyle G=6,673\ 84(80)\times 10^{-11}\ {\mbox{m}}^{3}\ {\mbox{kg}}^{-1}\ {\mbox{s}}^{-2}} ;
- {\displaystyle c} est la vitesse de la lumière dans le vide : {\displaystyle c=2,997\ 924\ 58\times 10^{8}\ {\mbox{m}}\ {\mbox{s}}^{-1}}.

Elle s'écrit aussi :
{\displaystyle \Xi ={\frac {\mu }{Rc^{2}}}={\frac {R_{s}}{2R}}={\frac {R_{g}}{R}}},
où :
- {\displaystyle \mu } est le paramètre gravitationnel standard associé à la masse de l'objet : {\displaystyle \mu =GM} ;
- {\displaystyle R_{s}} est le rayon de Schwarzschild associé à la masse de l'objet, c'est-à-dire le rayon de l'horizon d'un trou noir de Schwarzschild (trou noir sans rotation ni charge électrique) de même masse : {\displaystyle {R_{s}}={\frac {2GM}{c^{2}}}={\frac {2\mu }{c^{2}}}} ;
- {\displaystyle R_{g}} est le rayon gravitationnel associé à la masse de l'objet : {\displaystyle {R_{g}}={\frac {R_{s}}{2}}}.

## Valeur
La compacité {\displaystyle \Xi } d'un objet est une grandeur sans dimension,, dont la valeur numérique est égale à 1 à l'horizon des évènements d'un trou noir de Kerr extrémal. Elle est ainsi égale à 0,5 à l'horizon des évènements d'un trou noir de Schwarzschild.
Elle est proportionnelle à sa masse linéique, {\displaystyle \lambda }, qui correspond au rapport de sa masse {\displaystyle M} à son rayon {\displaystyle R} :
{\displaystyle \Xi ={\frac {G}{c^{2}}}\times {\frac {M}{R}}=(0,742\ 565(60)\cdot 10^{-27}\ {\mbox{m}}\ {\mbox{kg}}^{-1})\times {\frac {M}{R}}=(0,742\ 565(60)\cdot 10^{-27}\ {\mbox{m}}\ {\mbox{kg}}^{-1})\times \lambda \propto \lambda }.
La constante {\displaystyle {\frac {G}{c^{2}}}=0,742\ 565(60)\times 10^{-27}\ {\mbox{m}}\ {\mbox{kg}}^{-1}} est l'inverse de la compacité de Planck : {\displaystyle \Xi _{Planck}={\frac {c^{2}}{G}}=1,3467\times 10^{27}\ {\mbox{kg}}\ {\mbox{m}}^{-1}}[réf. souhaitée].

## Calcul rapide
D'après ce qui précède, on peut déterminer la compacité {\displaystyle \Xi _{A}} d'un objet A en connaissant celle {\displaystyle \Xi _{B}} d'un objet B (référence), des rayons {\displaystyle R_{A}} et {\displaystyle R_{B}} et des masses {\displaystyle M_{A}} et {\displaystyle M_{B}} de A et B respectivement. On a alors simplement :
{\displaystyle \Xi _{A}=\Xi _{B}\cdot {\frac {M_{A}}{M_{B}}}\cdot {\frac {R_{B}}{R_{A}}}}.
- À masse constante, la compacité est inversement proportionnelle au rayon.
- À rayon constant, la compacité est proportionnelle à la masse.

## Interprétation
La compacité peut être interprétée comme le rapport de l'énergie potentielle gravitationnelle de l'objet par son énergie de masse :
{\displaystyle \Xi ={\frac {GM}{Rc^{2}}}={\frac {GM^{2}}{R}}\times {\frac {1}{Mc^{2}}}={\frac {|Ug|}{E}}},
où :
- {\displaystyle |Ug|} est la valeur absolue de l'énergie potentielle gravitationnelle ;
- {\displaystyle E} est l'énergie de masse : {\displaystyle E=mc^{2}}.

## Ordres de grandeur

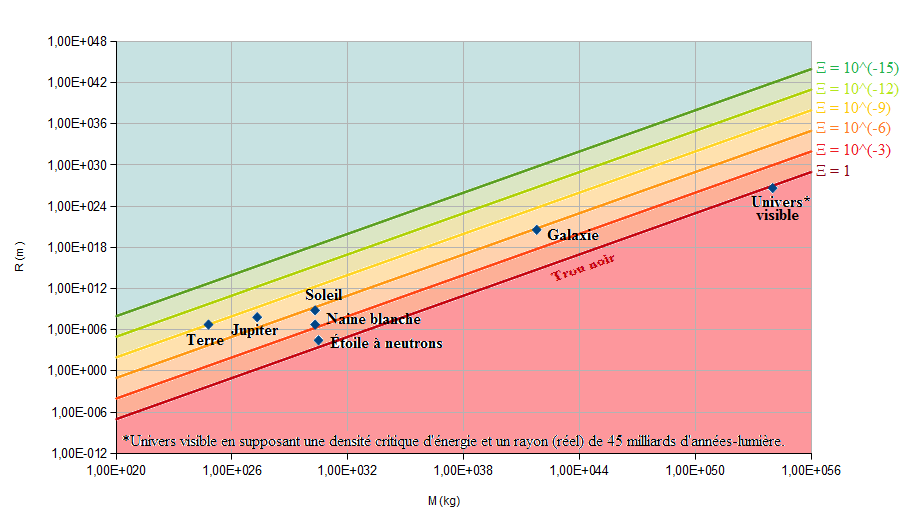
Diagramme masse-rayon mettant en évidence la compacité de différents objets célestes.

Voici la compacité de certains objets, par ordre décroissant :
| Objet                              | Masse M             | Rayon de Schwarzschild correspondant RS | Rayon réel R (m)                               | Masse volumique ρ (kg/m3) | Compacité Ξ   | Remarques |
| ---------------------------------- | ------------------- | --------------------------------------- | ---------------------------------------------- | ------------------------- | ------------- | --- |
| Singularité au cœur d'un trou noir | quelconque          | {\displaystyle {\frac {2GM}{c^{2}}}}    | 0                                              | ∞                         | ∞             | |
| Univers visible                    | ~ 8 × 1053 kg       | ~ 1 × 1027 m                            | ~ 4 × 1026                                     | (1,0±0,1) × 10-26         | ~ 3           | Modèle utilisé : densité correspondant à la densité critique et rayon (réel) de 45 milliards d'années-lumière. Masse calculée à partir de cette densité et de ce rayon. |
| Trou noir de Kerr                  | quelconque          | {\displaystyle {\frac {2GM}{c^{2}}}}    | (horizon)                                      |                           | entre 1 et 2  | |
| Trou noir de Schwarzschild         | quelconque          | {\displaystyle {\frac {2GM}{c^{2}}}}    | {\displaystyle {\frac {2GM}{c^{2}}}} (horizon) |                           | 0,5           | Le rayon de Schwartzschild d'un objet est, par définition, le rayon de l'horizon d'un trou noir de Schwartzschild de même masse. Par construction, le rayon de l'horizon d'un trou noir de Schwartzschild est donc aussi son rayon de Schwarzschild et, par suite, sa compacité vaut donc 1/2. |
| Étoile à neutrons                  | ~ 1,4 M⊙            |                                         | ~ 3 × 104 m                                    |                           | 0,15          | |
| Naine blanche                      | ~ 1 M⊙              |                                         | ~ 6 × 106 m                                    |                           | 5 × 10-4      | |
| Voie lactée                        | (1,0~1,5) × 1012 M⊙ | 0,31~0,47 al                            | ~ 50 000 al                                    |                           | (6~10) × 10−6 | |
| Soleil                             | 2 × 1030 kg = 1 M⊙  | 3 × 103 m                               | 6,96 × 108 m                                   |                           | 5 × 10-6      | |
| Jupiter                            |                     |                                         |                                                |                           |               | |
| Terre                              | 6 × 1024 kg         | 0,008 8 m                               | 6,378 × 106 m                                  |                           | 7 × 10-10     | |

- Étoile étrange (astre hypothétique dont une partie de la masse est composée de quark s dits « étranges ») : ≈ 0,5[réf. nécessaire] ;
- Une galaxie typique, de 300 milliards de masses solaires et 12 kiloparsecs de rayon. On a {\displaystyle \Xi \sim 2,\!5\times 10^{-6}}.
- L'Univers observable. En prenant un univers dont la densité d'énergie égale la densité critique {\displaystyle \rho _{c}}, le paramètre de compacité s'écrit :

{\displaystyle \Xi ={\frac {2GM}{Rc^{2}}}={\frac {8\pi G\rho _{c}R^{2}}{3c^{2}}}}.
En remplaçant la densité critique par son expression en fonction de la constante de Hubble H, il vient :
{\displaystyle \Xi ={\frac {H^{2}R^{2}}{c^{2}}}}.
La taille de l'univers visible étant de l'ordre du rayon de Hubble c / H (voir Horizon cosmique), la compacité est de l'ordre de 1. Elle est même supérieure à 1, la taille de l'univers observable étant en réalité bien plus grande que le rayon de Hubble, l'expansion de l'Univers ayant éloigné de nous les objets célestes bien au-delà de la distance à laquelle nous les voyons. Par ailleurs, il faut noter que la taille de l'univers observable est elle-même variable, en constante expansion, son rayon augmentant par construction à la vitesse c. Le fait que la compacité de l'univers soit de l'ordre de 1 est intimement lié au fait que du fait de l'expansion de l'Univers, celui-ci possède souvent un horizon, et par certains côtés présente certaines propriétés communes avec un trou noir.